# Hans Wagner (Philatelist)

Hans Wagner

Hans Wagner, anders Johannes (* 18. September 1852 in Wittenberg; † 21. Juli 1940 in Frankfurt am Main) gilt als Vater der Philatelistentage.

## Biographie
Hans Wagner, eigentlich Johannes Wagner, wurde als Sohn eines Kreisgerichtsrats in Wittenberg am 18. September 1852 geboren. In seiner Geburtsstadt, besuchte er das Wittenberger Gymnasium von 1864 bis 1871. 1873 wurde er Leutnant in einem hessischen Regiment in Mainz. Wegen Krankheit schied er bereits 1893 als Hauptmann aus dem Heeresdienst aus.
Bereits als Gymnasialschüler in Wittenberg im Alter von 11 Jahren wurde er durch einen Freund vom Briefmarkensammeln „angesteckt“. Er selbst fertigte für sich ein Album an, Freunde und Bekannte gaben ihm Briefmarken, und so hatte er schließlich die alten deutschen Staaten fast komplett in seiner Sammlung. Hatte man damals 1200 Stück beisammen, so galt man schon als Sammler großen Stils. Fälschungen setzten noch nicht ein. Er kaufte beispielsweise das „Basler Täubchen“ für 5 gute Groschen, andere heute unerschwingliche Briefmarken waren damals noch spottbillig.
Als Offizier konnte Wagner seinem Hobby auf Reisen durch die skandinavischen Länder, durch die Schweiz, Frankreich und Italien nachgehen, sein größtes Erlebnis war aber eine Weltreise, auf der er u. a. nach China kam. Über die dortigen postalischen Verhältnisse berichtete er später.

Hans-Wagner-Medaille

Schon mit 11 Jahren hielt er das Studium der Forschungsberichte und das Lesen einer Fachzeitschrift für unbedingt erforderlich. So kaufte und las er als Abonnent das gerade in Leipzig herausgekommene „Magazin für Briefmarken-Sammler“. Wagner wurde selbst ein fruchtbarer Schriftsteller der Briefmarkenkunde. Im „Illustrierten Briefmarken-Journal“ der Gebrüder Senf in Leipzig veröffentlichte er ab 1887 bis in die neunziger Jahre Beiträge aus seiner Forschertätigkeit, so über seine Reise durch China, über Privatpostmarken, über Luxemburgmarken, über eine bulgarische Feldpostkarte u. a. Noch heute aktuell erscheinen die Beiträge über das Sammeln von Briefmarken durch die Jugend, über die Lust am Sammeln als Vordergrund und nicht die Geldfrage, über Briefmarkensammeln und Heimatkunde und ähnlichem. Neben seiner Sammeltätigkeit und Forschung ist aber vor allem sein Talent als Vereinsleiter und als „Vater“ der Vereinigung deutschsprachiger Briefmarkensammler Vereine zu werten. Von Mainz aus besuchte, leitete und sprach er auf den verschiedensten Philatelisten-Tagen. Um diese besonderen Verdienste Wagners zu ehren, stiftete der Verein für Briefmarkenkunde von 1885 Mainz die noch heute als offizielle Anerkennung geltende Hans-Wagner-Medaille in Silber. Diese Medaille erhielten seit 1909 Vereinsleiter und Forscher für hervorragende philatelistische Betätigung. Sie wird alle drei Jahre verliehen und ist bisher die repräsentativste Auszeichnung auf philatelistischem Gebiet.
Als Ehrenmitglied deutscher, österreichischer und anderer Sammler-Vereine starb Hans Wagner im Alter von 88 Jahren am 21. Juli 1940 in Frankfurt am Main.